# Ісламофашизм

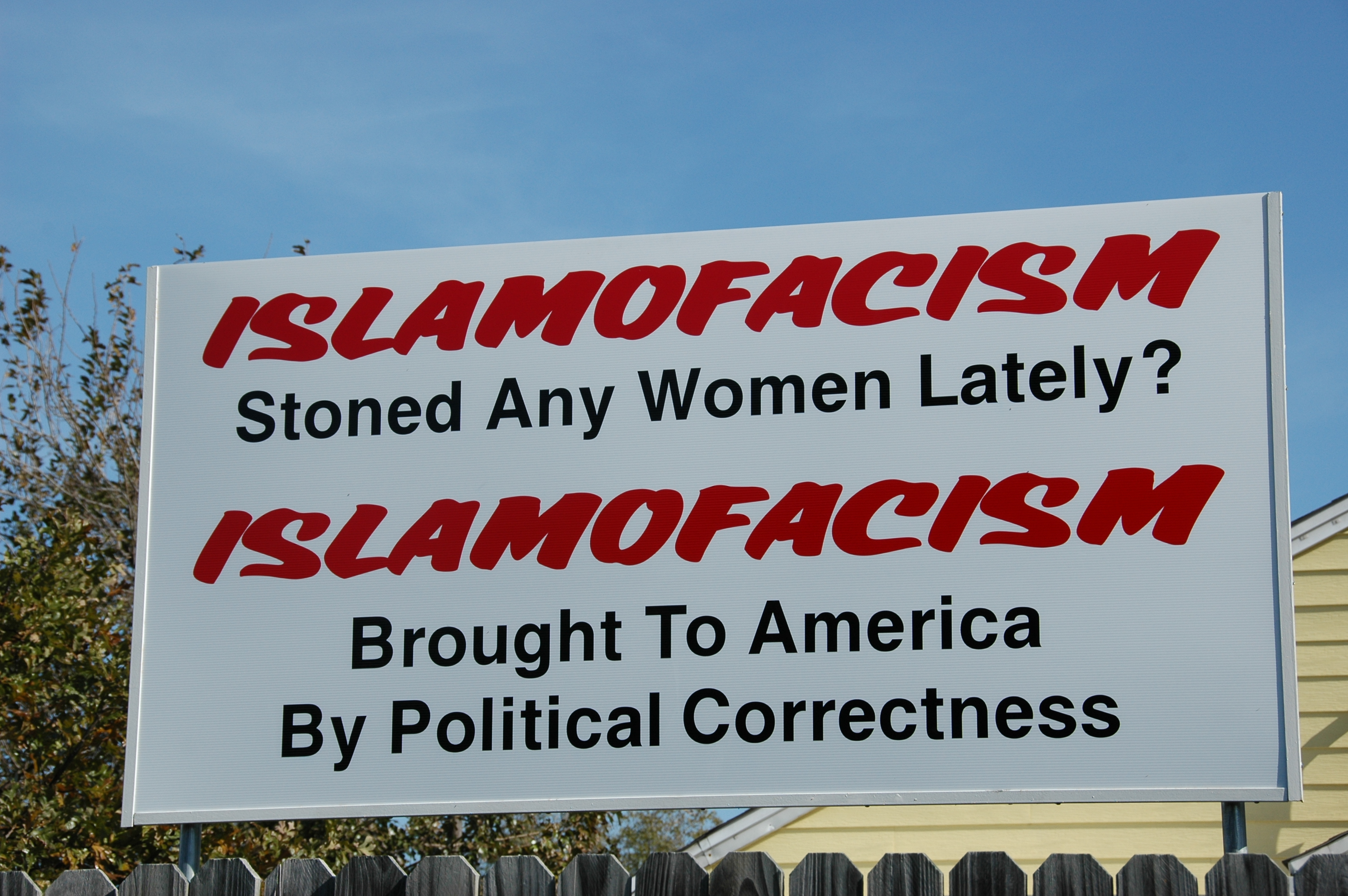
Плакат у Техасі, 2006

Ісламофашизм (англ. Islamofascism) — термін для проведення ідеологічних паралелей між сучасним ісламським екстремізмом і фашизмом або націонал-соціалізмом XX століття.
Термін був введений у вжиток французьким істориком Максимом Роденсоном (1915—2004) для позначення ісламської революційної диктатури в Ірані після 1979 року. Деякі джерела стверджують, що автором терміна була італійська письменниця Оріана Фаллачі.

## Визначення
Категоричне заперечення загальнолюдських ряду цінностей і схильність ісламістів до радикальних методів боротьби проти того, що Усама бен Ладен раніше і інші ісламісти сьогодні називають «вторгненням невірних» і «окупацією мусульманських земель», дали підставу ряду вчених, публіцистів і політиків ввести в обіг термін «ісламофашизм». Цей термін вперше використав французький історик ісламу, марксист Максим Родинсон, визначив їм режим ісламської революційної диктатури в Ірані після подій 1979 року. Родінсон пише в Le Monde, що такі рухи, як послідовники Хомейні і «Брати-мусульмани» є однією з форм «архаїчного фашизму».
Відомий філософ Френсіс Фукуяма в 2002 році стверджував, що сьогоднішній «конфлікт цивілізацій» — це не просто боротьба з тероризмом і не боротьба з ісламом як релігією, а швидше «боротьба з ісламофашизмом», тобто з радикально нетерпимою і антигуманною доктриною, яка набула поширення у багатьох частинах ісламського світу і заперечує цінності всієї цивілізації.
Також вважає виправданим застосування такого терміна до радикального ісламу, наприклад, викладач в області ісламських досліджень і порівняльного релігієзнавства Університету Каліфорнії доктор Майлз Рутвен. Він вперше застосував цей термін ще 8 вересня 1990 року в газеті The Independent.

## Популяризація
Після здійснення великомасштабних терактів 11 вересня в Нью-Йорку, термін «ісламофашизм» популяризований у США журналістом Крістофером Гітченсом, а потім використаний президентом США Джорджем Бушем в офіційній заяві
Відома газета The Washington Times в редакційній статті «Це фашизм» поставила знак рівності між «філософськими поглядами Гітлера, Муссоліні, лідерів імперіалістичної Японії та інших фашистських режимів» і «філософією Аль-Каїди, Хезбалли, Хамасу і багатьох інших типів ісламізму в світі».
У провідних університетах США пройшла з 22 по 26 жовтня 2007 р. «тиждень проти исламофашизма» і супроводжувалася показом документальних фільмів і розповсюдженням літератури про радикальний іслам і ісламських терористичних організаціях.
Безліч схожих рис у ісламізму і таких тоталітарних ідеологій, як націонал-соціалізм і сталінізм, бачить американський політолог Марк Александер. Алжирський письменник Буалем Сансаль вважає, що між ісламізмом і націонал-соціалізмом дуже багато спільного: прагнення до завоювання не тільки розуму, але і територій, а також ідея знищення всіх, хто не підкоряється цій ідеології.

## Критика
Євген Примаков вважав, що існує ісламський екстремізм, а не ісламофашизм, оскільки, на його думку, фашизм будується на націоналізмі. Аналогічний аргумент висуває дослідник ісламу Реза Аслан.
Відомий американський історик ісламу і експерт із тероризму Данієль Пайпс, коментуючи полеміку навколо цього терміна, написав, що слово «фашист» у контексті обговорення радикального ісламу вводить в оману:
Деякі критики стверджують, що термін використовується для пропаганди. Зокрема, Джозеф Зібраний пише, що Аль-Каїду називають фашистською, використовуючи слово «фашистський» як синонім слова «огидний».